# اتحادیه لژه
اتحادیه لژه (آلبانیایی: Lidhja e Lezhës)، که به‌طور عمومی به عنوان اتحادیه آلبانیایی (آلبانیایی: Lidhja Arbërore) هم شناخته می‌شود، یک اتحاد نظامی و دیپلماتیک اشراف‌زادگان آلبانیایی بود که در ۲ مارس ۱۴۴۴ در شهر لژه ایجاد شد. اتحادیه لژه به عنوان اولین کشور مستقل و متحد آلبانی در دوران قرون وسطی محسوب می‌شود، اسکندربیگ به عنوان رهبر سران و نجیب‌زادگان منطقه‌ای آلبانی که علیه امپراتوری عثمانی متحد شده بودند منصوب گردید. اسکندربیگ به عنوان رئیس اتحادیه مردم آلبانی اعلام شد، در حالی که او همیشه خود را ارباب آلبانی صدا می‌کرد.
در مجمع لژه، اعضای خاندان‌های کاستریوتی، آریانیتی، زاهاریا، موزاکا، اسپانی، توپیا، بالشا و چرنویچ که به صورت مادی یا از طریق ازدواج با خانواده کاستریوتی مرتبط بودند، حضور داشتند. این اعضا با اهدای مردان و منابع مالی به اتحادیه یاری رساندند، در حالی که کنترل امور داخلی منطقه‌های خود را همچنان حفظ کرده بودند. پس از تشکیل اتحادیه، خانواده‌های طرفدار ونیزی‌ها بالشا و چرنویچ از اتحادیه جدا شدند و رویدادهایی که به جنگ آلبانی-ونیزی (۱۴۴۷–۱۴۴۸) منجر شد، رخ دادند. پیمان صلح جنگ آلبانی-ونیزی که در ۴ اکتبر ۱۴۴۸ امضا شد، اولین سند دیپلماتیک است که در آن اتحادیه به عنوان یک موجودیت مستقل معرفی می‌شود. بارلتی از این مجمع به عنوان شورای عمومی یا شورای کل یاد کرد؛ واژه «اتحادیه لژه» توسط تاریخ‌نگاران بعدی ابداع شد.